# Lohnveredelung
Als Lohnveredelung wird im Außenhandel und in der Betriebswirtschaftslehre die Weiterverarbeitung von Halbfabrikaten, Vorleistungsgütern oder Zwischenprodukten gegen Entgelt bezeichnet.

## Allgemeines
Die Produkte verbleiben im Eigentum des Auftraggebers, so dass der veredelnde Auftragnehmer sie nach Weiterverarbeitung an den Auftraggeber zurückgeben muss und für die Veredelung ein Entgelt erhält, das als Veredelungslohn bezeichnet wird. Er kann auch in der Überlassung eines Teils der veredelten Produkte bestehen, insbesondere bei Kompensationsgeschäften. Die Weiterverarbeitung kann Bearbeitung, Verarbeitung oder Ausbesserung sein. Der Veredelung liegt meist ein Werkvertrag zugrunde. Lohnveredelung gibt es auch im Binnenhandel innerhalb eines Staates; doch ist sie in der Außenhandelsbetriebslehre und Außenwirtschaftstheorie von größerer Bedeutung. 	
Im Umsatzsteuerrecht sorgt § 7 Abs. 1 Umsatzsteuergesetz für eine umfassende Legaldefinition der Lohnveredelung.

## Arten
Im Außenhandel unterscheidet man:
- Aktive Lohnveredelung (englisch inward processing) sind im Ausland hergestellte Halbfabrikate, die im Inland nach ihrem Import weiterverarbeitet werden.[5] Nach ihrer Weiterverarbeitung erfolgt ein Reexport als Fertigfabrikat.
- Passive Lohnveredelung (englisch outward processing) sind im Inland hergestellte Halbfabrikate, die ins Ausland exportiert werden und nach der dortigen Weiterverarbeitung zu einem Reimport als Fertigfabrikate ins Inland führen.[6]

Beide Arten werden in der Handelsbilanz mit dem auf das Inland entfallenden Produktionswert erfasst.

## Übersicht
Je nachdem, wo die Weiterverarbeitung eines Produkts erfolgt, wird unterschieden:
| Art                    | Weiterverarbeitung erfolgt im… | danach erfolgt ein…  |
| ---------------------- | ------------------------------ | -------------------- |
| aktive Lohnveredelung  | Inland                         | Reexport ins Ausland |
| passive Lohnveredelung | Ausland                        | Reimport ins Inland  |

Die Begriffe sind dabei spiegelbildlich anzuwenden: Aktive Lohnveredelung aus der Sicht des einen States stellt sich stets als passive aus der Sicht des anderen beteiligten Staates dar.

## Wirtschaftliche Aspekte
Lohnveredelung ist ein Beispiel für die internationale Arbeitsteilung. Jeder Staat trägt zur Produktion denjenigen Teil bei, für den er eine Spezialisierung und/oder einen Kostenvorteil besitzt. 
Die Veredelung kann eine Form der Auslagerung bestimmter Arbeitsprozesse aus dem Inland in ein fremdes Unternehmen darstellen und bekommt dann eine besondere Bedeutung, wenn es sich um eine grenzüberschreitende Kooperation handelt. Als Grund für den passiven Veredelungsverkehr steht heute meist die Ausnutzung eines Lohngefälles zur Auslagerung von arbeitsintensiven Be- oder Verarbeitungsprozessen in ein Niedriglohnland oder Niedrigsteuerland im Vordergrund. Arbeitsintensive Branchen wie die Textil- oder Bekleidungsindustrie haben Erfahrungen mit Südeuropa, Osteuropa, Asien und Entwicklungsländern gesammelt. Dort sind die Arbeitskosten niedrig, und die Produktion wird nicht durch hohe Arbeitsschutz- und Umweltschutzauflagen verteuert. Zusätzliche Transportkosten und die gesamte Logistik erhöhen zwar die Gesamtkosten, doch lohnt sich die Veredelung im Rahmen des komparativen Kostenvorteils.
Zollrechtlich wird die Lohnveredelung als Veredelungsverkehr bezeichnet. Bei der aktiven Lohnveredelung wird entweder auf die Erhebung von Einfuhrabgaben verzichtet (Nichterhebungsverfahren) oder eine Zollrückvergütung durchgeführt. Die passive Lohnveredelung unterliegt der „vorübergehenden Ausfuhr“, wobei eine (verlängerbare) Wiedereinfuhrfrist behördlich festgelegt wird.